# 时代论
时代论（英語：Dispensationalism），又称时代主义，是一种終末論、未來主義、釋經學理論，相信神在《聖經》聖約中透過一系列的「時代（dispensations）」，或歷史上的時期，以不同方式而完成給與人類的啟示，屬於千禧年前论的一种形式，活跃于许多保守派新教信徒和其他保守派基督徒团体中。“Dispensation”一词相信來自英王钦定版《圣经》英文译本的《以弗所书》第3章第2-4节，不過亦有反對者認為此用法與其希腊文原文在《聖經》中的意義不同。
作為一個系統，時代論於約翰·納爾遜·達秘（1800年至1882年）的著作和弟兄運動中完整闡述，再透過《司可福串注聖經》等作品傳播。時代論的神學由一個獨特的末世觀組成，所有的時代論者堅持千禧年前論，大部分堅持信徒災前被提。時代論者認為以色列國家不同於教會，神還沒有實現祂對以色列民族的應許。這些應許包括應許的土地，世界的未來將有千年王國、第三聖殿，在那裡基督再臨，由耶路撒冷統治全世界一千年。在神學其他領域，時代論者堅持福音派和基要派光譜內的立場。
隨著時代論的興起，一些新教徒的時代論觀點特別突出，認為《啟示錄》的內容並不是指過去事件（歷史主義，如末世預言實現論對耶路撒冷在公元70年毀滅的觀點），而是對未來的預測（未來主義）。依據不同的估計，時代論者在美國的人數就有500萬〜4000萬左右。

## 概念

### 時代
“時代論”之名，來自其將聖經歷史理解成一系列相連"時代"的觀念。其中「時代」的數量通常是三、四、七或八。「三時代」和「四時代」的方案通常被稱為是minimalist，他們認為聖經歷史中的重大突破是普遍的。「七時代」和「八時代」的方案通常和《聖經》中某些應許的宣告與成就有關。各種時代論方案比較表：
| 時代論種類          | 聖經章節             | 聖經章節                  | 聖經章節     | 聖經章節               | 聖經章節              | 聖經章節          | 聖經章節      | 聖經章節               |
|                     | 創世紀 1–3           | 創世紀 3–8                | 創世紀 9–11  | 創世紀 12- 出埃及記 19 | 出埃及記 20- 教會建立 | 教會時期 -被提    | 啟示錄 20:4–6 | 啟示錄 20–22           |
| 7 或 8 階段         | 清白時代 伊甸園 時代 | 是非之心 時代 洪水前 時代 | 文明管制時代 | 族長時代 應許時代      | 摩西時代 律法時代     | 教會時代 恩典時代 | 千年王國 時代 | 最終時代 永恆國度 時代 |
| 4 階段              | 族長時代             | 族長時代                  | 族長時代     | 族長時代               | 摩西時代              | 教會時代          | 錫安時代      | 錫安時代               |
| 3 階段 (minimalist) | 律法時代             | 律法時代                  | 律法時代     | 律法時代               | 律法時代              | 恩典時代          | 國度時代      | 國度時代               |

### 終末論

四种基督教千禧年主义理论的对比：
1. 千禧年前论
2. 千禧年前论之时代论
3. 千禧年后论
4. 无千禧年论

## 著名时代论者
- 约翰·纳尔逊·达秘（1800–1882），英国神学家，普利茅斯弟兄会创立者，被称为“时代论之父”。
- 司可福（1843–1921），美国神学家，1909年出版的《司可福串注圣经》（Scofield Reference Bible）广为流行。